# تيم روبنز
تيموثي فرانسيس روبنز (بالإنجليزية: Timothy Francis Robbins) (مواليد 16 أكتوبر 1958) هو ممثل وكاتب سيناريو ومخرج ومنتج وناشط أمريكي. وهو شريك قديم للممثلة سوزان ساراندون التي تشاركه آراء ليبرالية سياسية قوية. حصل على جائزة الأوسكار لأفضل ممثل مساعد عام 2003 عن دوره في فيلم نهر غامض.

## النشأة
ولد تيموثي فرانسيس روبنز في 16 أكتوبر 1958 في ويست كوفينا، كاليفورنيا. كان الولد الرابع والأخير لغيلبرت روبنز وكان والده مغني فولك ناجح، وبعد فترة ليست بالطويلة من مولد إبنه الأخير انتقل بالعائلة إلى قرية غرين ويتش في نيويورك، والدته كانت ماري مديرة تنفيذية في مجال الصحافة، قام بالغناء مع والده في أغنية «الحبر أسود ولكن الورق أبيض». عندما كان عمره إثنى عشر عامًا إنضم تيم إلى فرقة المسرح وظل فيها سبع سنوات. كما شارك في نادي الدراما بثانوية Stuyvesant وقد قام بتجربته الإخراجية الأولى على المسرح في مدرسته الثانوية. بعد فترة وجيزة التحق بجامعة نيويورك في مدينة بلاتسبورغ ومن ثم انتقل من نيويورك إلى لوس أنجلوس، وعمل هناك في توصيل البيتزا ومسح الطاولات في مطعم شعبي لكي يتدبر مصروفه وباشر الدراسة بعد أن جمع المبلغ المطلوب.

## الترشيحات لجائزة الأوسكار
- أفضل مخرج عام 1996 عن فيلم Dead Man Walking
- أفضل ممثل مساعد عام 2004 عن فيلم Mystic River وفاز بها

## الترشيحات لجائزة الغولدن غلوب
- أفضل ممثل كوميدى أو أستعراضى عام 1993 عن فيلم Bob Roberts
- أفضل ممثل كوميدى أو أستعراضى عام 1993 عن فيلم The Player وفاز بها
- أفضل طاقم تمثيلى عام 1994 عن فيلم Short Cuts وفاز بها بالمشاركة مع طاقم التمثيل
- أفضل سيناريو عام 1996 عن فيلم Dead Man Walking
- أفضل ممثل مساعد عام 2004 عن فيلم Mystic River وفاز بها

## من أعماله
- الخلاص من شاوشانك
- نهر غامض

## روابط خارجية
- تيم روبنز على موقع IMDb (الإنجليزية)
- تيم روبنز على موقع الموسوعة البريطانية (الإنجليزية)
- تيم روبنز على موقع روتن توميتوز (الإنجليزية)
- تيم روبنز على موقع مونزينجر (الألمانية)
- تيم روبنز على موقع ألو سيني (الفرنسية)
- تيم روبنز على موقع ميوزك برينز (الإنجليزية)
- تيم روبنز على موقع تيرنر كلاسيك موفيز (الإنجليزية)
- تيم روبنز على موقع أول موفي (الإنجليزية)
- تيم روبنز على موقع بوكس أوفيس موجو (الإنجليزية)
- تيم روبنز على موقع قاعدة بيانات الأفلام السويدية (السويدية)